# Jun Kazama
Jun Kazama är en fiktiv karaktär i TV-spelet Tekken av spelföretaget Namco.

## Historia
Jun är Jins mor och hon uppfostrade honom själv. Hon hade ett kort förhållande med Kazuya i Tekken 2. Om det var verklig kärlek mellan de två eller inte är fortfarande okänt, men förmodligen då den goda sidan av Kazuya, representerad av Angel, kom fram efter deras möte. Jun blev attackerad och tros ha blivit dödad av Ogre efter Tekken 2.

### Tekken 2
Jun är en officer i WWWC, en organisation som skyddar djurens vilda liv och utrotningshotade djur. Hon kallas för "den utvalda" av sina släktingar och hon är psykiskt stark och anar en mystisk kraft som omger Kazuya. Hon ställer upp i Tekken 2 för att befria de djur som Kazuya smugglar runt. Hon vill också befria Kazuya från hans onda kraft.
Innan Tekken 2 är slut förstår hon att Kazuyas onda krafter kommer från Devil, och hon inser att hon inte kan hjälpa honom. 
Dock hade Kazuya och Jun ett kort förhållande och Jun blev senare gravid.

### Efter Tekken 2
Kazuya blev nedslängd i en vulkan efter Tekken 2, och då lämnade Devil hans kropp för en stund och försökte istället ta över den ännu ofödde Jin. Men Jun lyckades besegra Devil. Jun uppfostrade Jin ifred uppe i bergen och ungefär 15 år efter Tekken 2 kände Jun att en stor ond kraft närmade sig och hon sade till Jin att om något hände henne så skulle han söka upp sin farfar, Heihachi Mishima. Jun visade sig ha rätt, för efter ett tag attackerade Ogre henne och hon tros ha dött. Jin svor att hämnas hennes död och sökte upp Heihachi.

### Tekken 4
I Tekken 4 ser Jin en bild av Jun precis innan han ska döda Heihachi, som hindrar honom från att göra det. 

### Tekken 5
I mini-spelet Devil Within hittar Jin ledtrådar till att Jun fortfarande lever men det visar sig vara Ogre.

## Kuriosa
- Unknown i Tekken Tag Tournament tros vara en besatt version av Jun Kazama.

## Relationer
- Kazuya Mishima - far till Jin
- Jin Kazama - Son
- Asuka Kazama - Jins kusin